# Машлер, Майкл
Михаэль Бахир Машлер מיכאל בהיר משלר — израильский математик, внесший значительный вклад в развитие теории игр. Был профессором в Einstein Institute of Mathematics и работал в Центре изучения рациональности Еврейского университета Иерусалима.
В конце 1960-х вместе с Робертом Ауманом работал в Arms Control and Disarmament Agency.
В 2012 году Game Theory Society учредило ежегодную премию имени Машлера, которая вручается израильским студентам за выдающиеся исследования в теории игр и смежных дисциплинах.